# Міллінгтон (Іллінойс)
Міллінгтон (англ. Millington) — селище (англ. village) в США, в округах Кендалл і Ла-Салл штату Іллінойс. Населення — 617 осіб (2020).

## Географія
Міллінгтон розташований за координатами 41°33′38″ пн. ш. 88°36′15″ зх. д. / 41.56056° пн. ш. 88.60417° зх. д. (41.560516, -88.604224).  За даними Бюро перепису населення США в 2010 році селище мало площу 1,92 км², з яких 1,78 км² — суходіл та 0,14 км² — водойми.

## Демографія
Згідно з переписом 2010 року, у селищі мешкало 665 осіб у 232 домогосподарствах у складі 180 родин. Густота населення становила 346 осіб/км².  Було 242 помешкання (126/км²).
Расовий склад населення:
| - 97,4 % — білих - 0,6 % — корінних американців - 0,3 % — азіатів - 0,2 % — чорних або афроамериканців |

До двох чи більше рас належало 1,2 %. Частка іспаномовних становила 1,4 % від усіх жителів.
За віковим діапазоном населення розподілялося таким чином: 24,8 % — особи молодші 18 років, 65,1 % — особи у віці 18—64 років, 10,1 % — особи у віці 65 років та старші. Медіана віку мешканця становила 36,4 року. На 100 осіб жіночої статі у селищі припадало 110,4 чоловіків;  на 100 жінок у віці від 18 років та старших — 106,6 чоловіків також старших 18 років.
Середній дохід на одне домашнє господарство  становив 70 898 доларів США (медіана — 63 958), а середній дохід на одну сім'ю — 78 085 доларів (медіана — 70 313). За межею бідності перебувало 15,2 % осіб, у тому числі 9,8 % дітей у віці до 18 років та 22,9 % осіб у віці 65 років та старших.
Цивільне працевлаштоване населення становило 285 осіб. Основні галузі зайнятості: будівництво — 14,7 %, освіта, охорона здоров'я та соціальна допомога — 14,4 %, виробництво — 14,0 %.